# 5256 Фаркгар
5256 Фаркгар  (5256 Farquhar) — астероїд головного поясу, відкритий 11 липня 1988 року.
Тіссеранів параметр щодо Юпітера — 3,364.